# Trine Hattestad
Trine Hattestad, egentlig Elsa Katrine Hattestad, (født Elsa Katrine Solberg 18. april 1966 i Lørenskog) er en norsk tidligere spydkaster, som vandt guld ved OL 2000 i Sydney. Hun har også vundet flere medaljer ved EM og VM. Hun var desuden en habil håndboldspiller.

## Karriere
Første gang, Trine Hattestad (på det tidspunkt Solberg), viste sig på den internationale scene, var da hun ved junior-EM 1983 vandt sølv i spykast. Hun deltog i OL 1984 i Los Angeles, hvor hun i spydkast var en af de deltagere, der profiterede af den Sovjetledede boykot af legene, idet en stribe af verdens på den tid bedste spydkastere ikke deltog. Solberg præsterede tredjebedste kast i kvalifikationsrunden med 62,68 m, og i finalen kastede hun 64,52 m i første forsøg, hvilket blev hendes bedste kast og indbragte hende en femteplads.
OL 1988 blev på den baggrund lidt af en fiasko for hende, idet hun med et kast på 58,82 m ikke kvalificerede sig til finalen og blev nummer atten.
I august 1989 blev hun efter et stævne i Bruxelles testet positiv for doping, og hun var udelukket fra al sport i et halvt år, inden hun blev renset for alle beskyldninger.
I tiden op til OL 1992 var Trine Hattestad sammen med hviderusseren Natallja Sjykalenka de bedste kastere i verden og dermed blandt favoritterne. De to var også bedst i kvalifikationsrunden med henholdsvis 67,36 og 67,20 m (Hattestad). Den norske kaster kunne dog ikke rigtig leve op til dette i finalen, hvor hun måtte nøjes med 63,54 m og en femteplads.
I 1993 vandt hun sin første internationale medalje, da hun vandt guld ved VM i Stuttgart. Året efter vandt hun World Cup'en og EM, og hun blev nummer to i Grand Prix-finalen.
Igen ved OL 1996 i Atlanta var Hattestad og Sjykalenka favoritterne, men sidstnævnte var tydeligvis ude af form og sluttede langt nede. Hattestad kaste tredjelængst i kvalifikationsrunden, og i finalen nåede hun ud på 64,98 m, hvilket var nok til bronzemedalje efter finnen Heli Rantanen (guld) og australieren Louise McPaul.
Ved 1997 vandt Hattestad for anden gang VM-guld i spydkast, og hun vandt tre Golden League-stævner samme år. Efter at IAAF havde redesignet spyddet, vandt hun i 1999 VM-bronze. I 2000 vandt hun fem Golden League-stævner, og hun satte verdensrekord (efter at listen var blevet nulstillet ved redesignet året forinden) med 69,48 m ved eat disse stævner.
Ved OL 2000 i Sydney var hun endnu engang en af favoritterne i disciplinen, og hun blev nummer tre i kvalifikationsrunden, hvorpå hun i finalerundens første forsøg sendte spyddet ud på 68,91 m, hvilket var det hidtil næstbedste i verden med dette spyddesign. Ingen af konkurrenterne kom i nærheden, så hun sikrede sig guldmedaljen foran grækeren Mirela Maniani-Tzelili (67,51 m) og cubaneren Osleidys Menéndez (66,18 m).
Kort efter OL afsluttede Hattestad sin karriere.
Hun er gift med en tidligere fodboldtræner og har fire børn.